# Sony Xperia Z1
Le Sony Xperia Z1 est un smartphone haut de gamme conçu par la société Sony Mobile Communications, successeur du Sony Xperia Z. Comme son prédécesseur il est proposé en trois couleurs: noir, blanc et violet dans un design unibody conçu cette fois dans un châssis en aluminium plutôt qu'en plastique et utilisant des capuchons pour lui conférer une certaine résistance à l'eau (IP X5 et IPX8) et à la poussière (IP 5X).
Ce terminal fut lancé en France en septembre 2013 à l'IFA de Berlin.
La principale innovation mise en avant par Sony est son grand capteur principal Exmor RS d'une définition de 20,7 mégapixels d'une taille de 1/2,3" (1,1 cm) disposant d'une optique G lens développée par le groupe, composée de 7 lentilles et donnant une ouverture focale f/2.0 et une distance focale de 27 mm, soit le plus grand et définit des appareils photos intégrés dans un smartphone Android à sa sortie.
Au mois d'octobre 2014, Sony annonce que le Z1 (comme toute la gamme Z) bénéficiera de la mise à jour Android 5.0 Lollipop.

## Critiques de la presse spécialisée
Dans l'ensemble, l'Xperia Z1 a reçu un accueil chaleureux auprès de la presse spécialisée.
Lesnumeriques.com a attribué au Z1 une note de 4 étoiles sur 5. Saluant la puissance et la finition du terminal tout en lui reprochant une qualité photo décevante.
Lesmobiles.com lui attribue la note de 92/100. Le site salue l'étanchéité du mobile et lui reproche de mauvais angles de vision de son écran.

## Côté logiciel
Sony nous propose sa gamme de logiciels multimédia : Albums, Walkman, Films, Playstation, Socialife
Ainsi que son interface avec un style épuré.

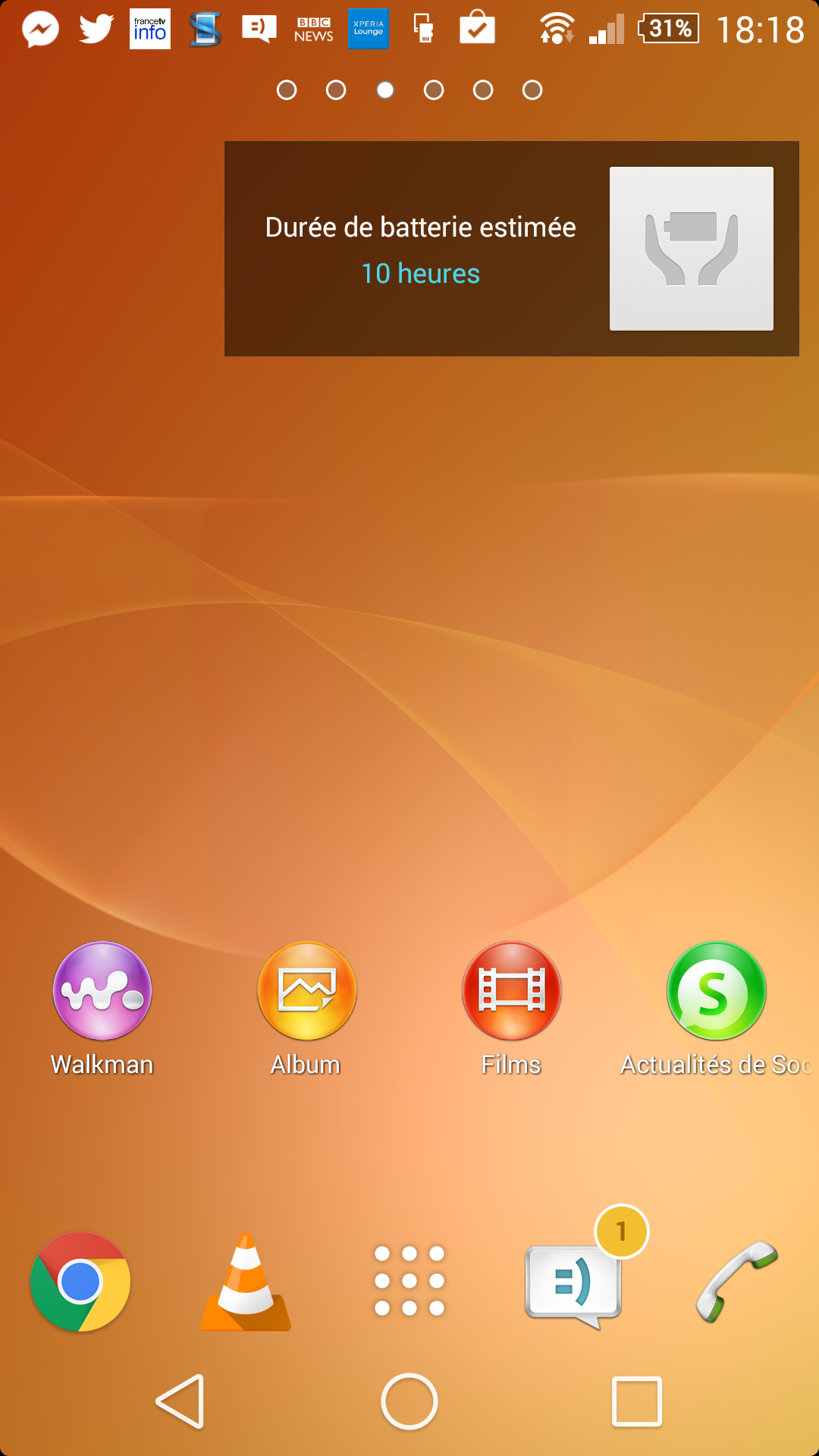
L'écran d'accueil d'Android sur l'Xperia Z1
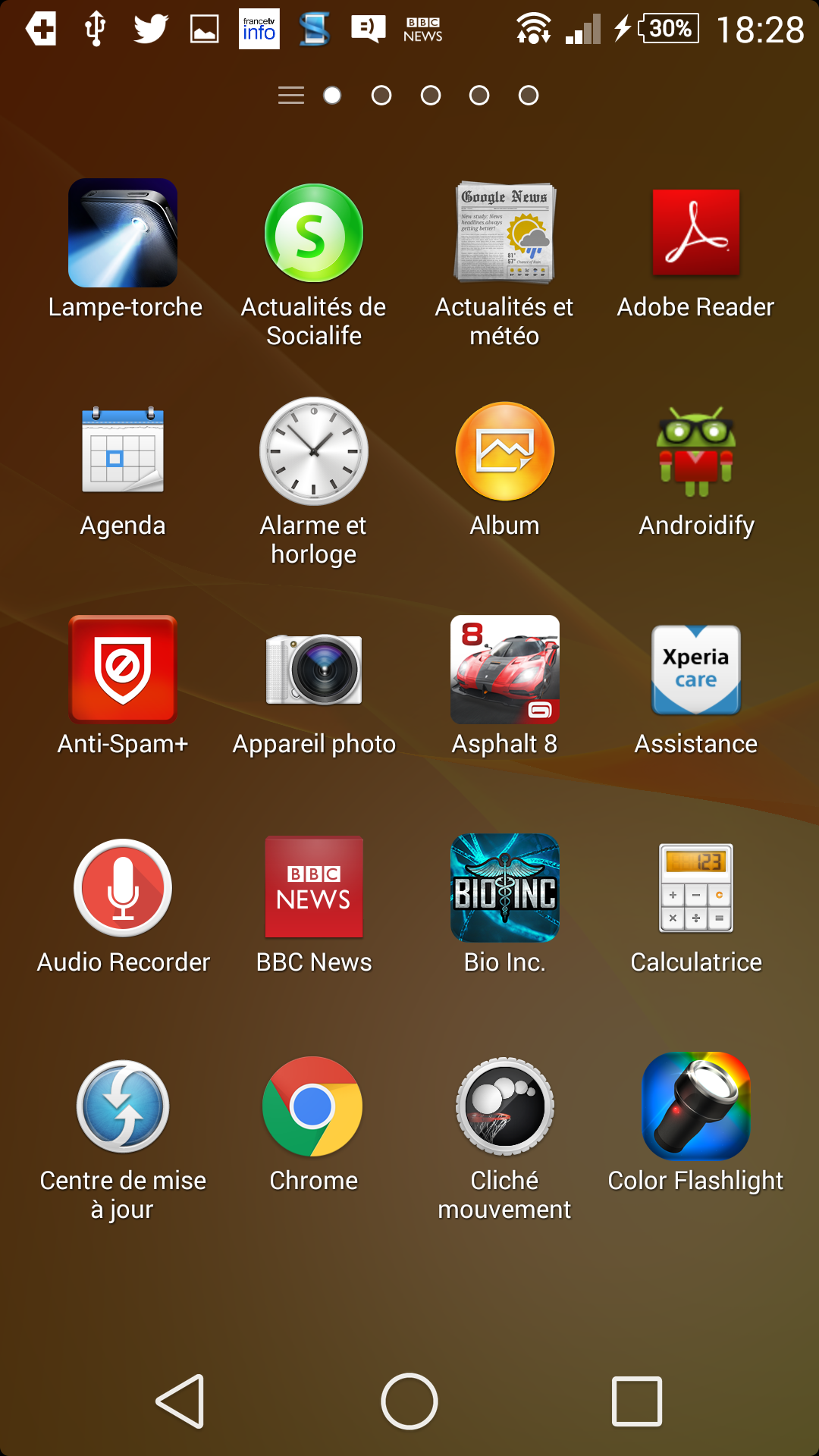
Écran d'accueil avec toutes les applis du Sony Xperia Z1 sous Android 4.4

### Album
C'est l'équivalent de l'application « Photos » de Google, tous les fichiers de type image y sont répertoriés et classés par date, dossier, favoris, lieux (avec représentation sur un globe terrestre), visages reconnus, etc.
Il est également possible de téléverser ses clichés sur le service de stockage en ligne Sony PlayMemories Online permettant d'y accéder sur d'autres appareils.

### Walkman («Musique» depuis Android 5.0 Lollipop)

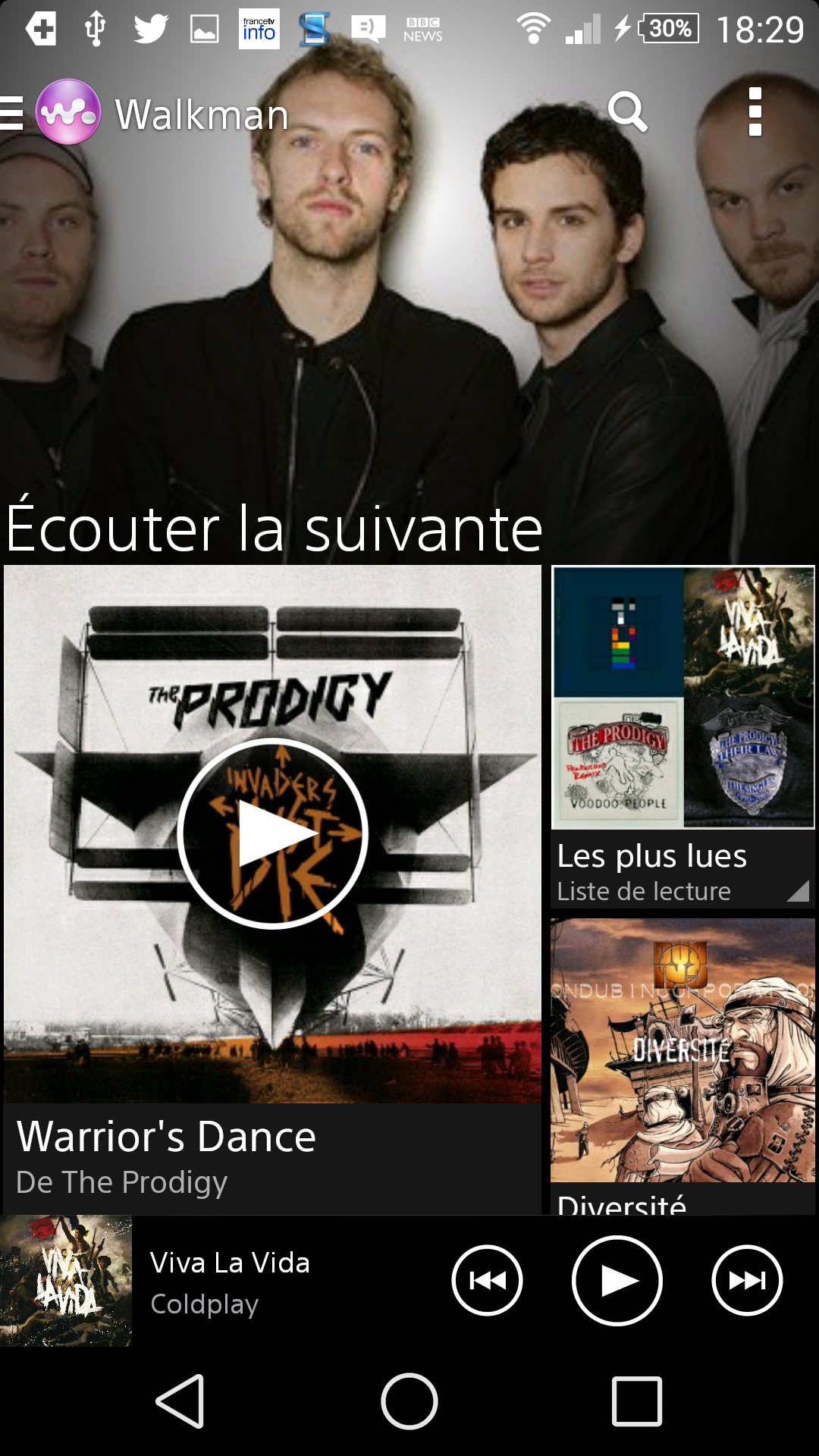
Walkman sur Android

L'application musique de Sony, compatible FLAC ; elle est reconnue pour sa simplicité et son esthétique.
Elle permet de créer de multiples playlists, elle donne accès à Sony Music Unlimited 
Walkman inclut la fonction « Audio Clair + » qui permet d'optimiser les fichiers pour obtenir des réglages d'égalisation automatiques en fonction de la source.
Des fonctions sociales sont également incluses.

### Films («Vidéo» depuis Android 5.0 Lollipop)
Cette application permet de répertorier et lire les fichiers de type vidéo contenus dans le smartphone.
Elle est compatible avec les formats 3GPP, MP4, M4V, MKV, AVI, XVID, WEBM et prend en charge les sous-titres.

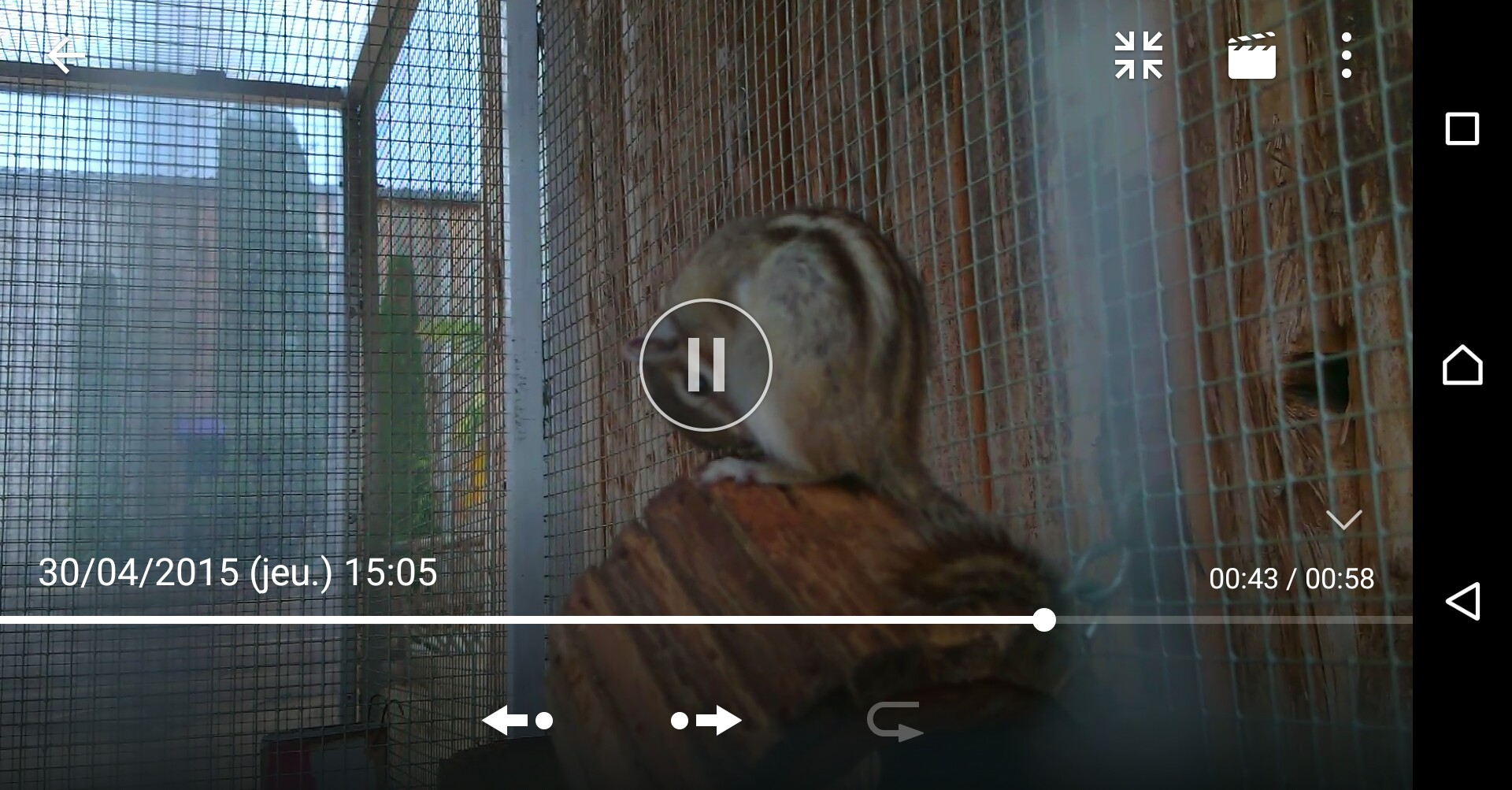
Application Vidéo sur Sony Xperia Z1

### Appareil Photo

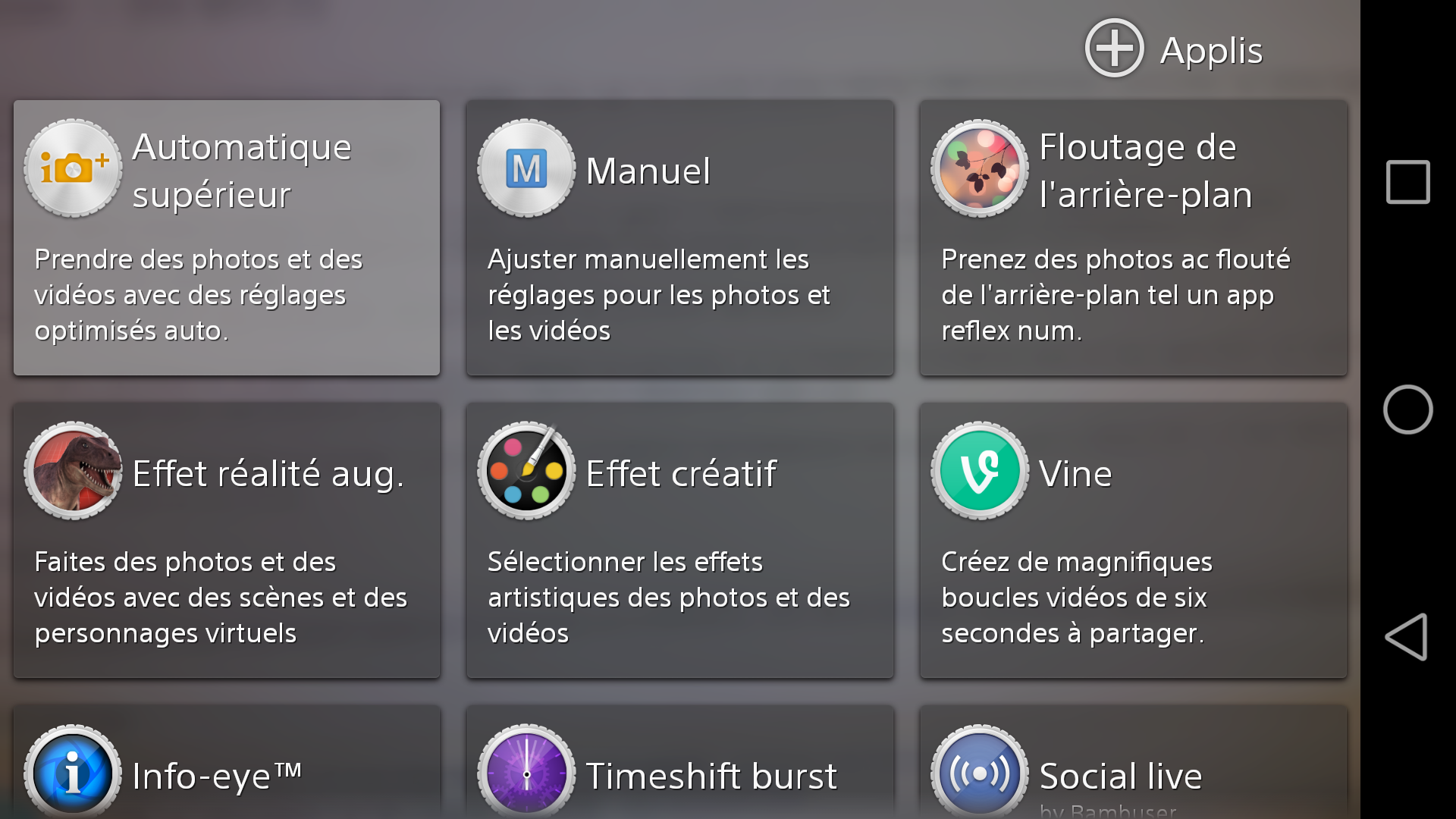
Menu de choix des applications dans Appareil Photo

Sony propose diverses applications propriétaires préinstallées et d'autres à télécharger via l'application Appareil Photo elle-même. Parmi elles, on peut y trouver :
- Automatique supérieur (réglages automatiques de tous les paramètres de prise de vue, maximum 8M pixels) ;
- Manuel (réglages manuels des scènes, balance des blancs, résolution, sensibilité ISO, etc.),
- Effet réalité augmentée (photo) ;
- Réalité augmentée amusante (vidéo) ;
- Photo avec son ;
- Floutage de l'arrière plan (floutage d'une zone pour donner une impression de profondeur) ; Sélection de la scène sur l'appareil Photo du Xperia Z1
- Effets créatif (divers filtres) ;

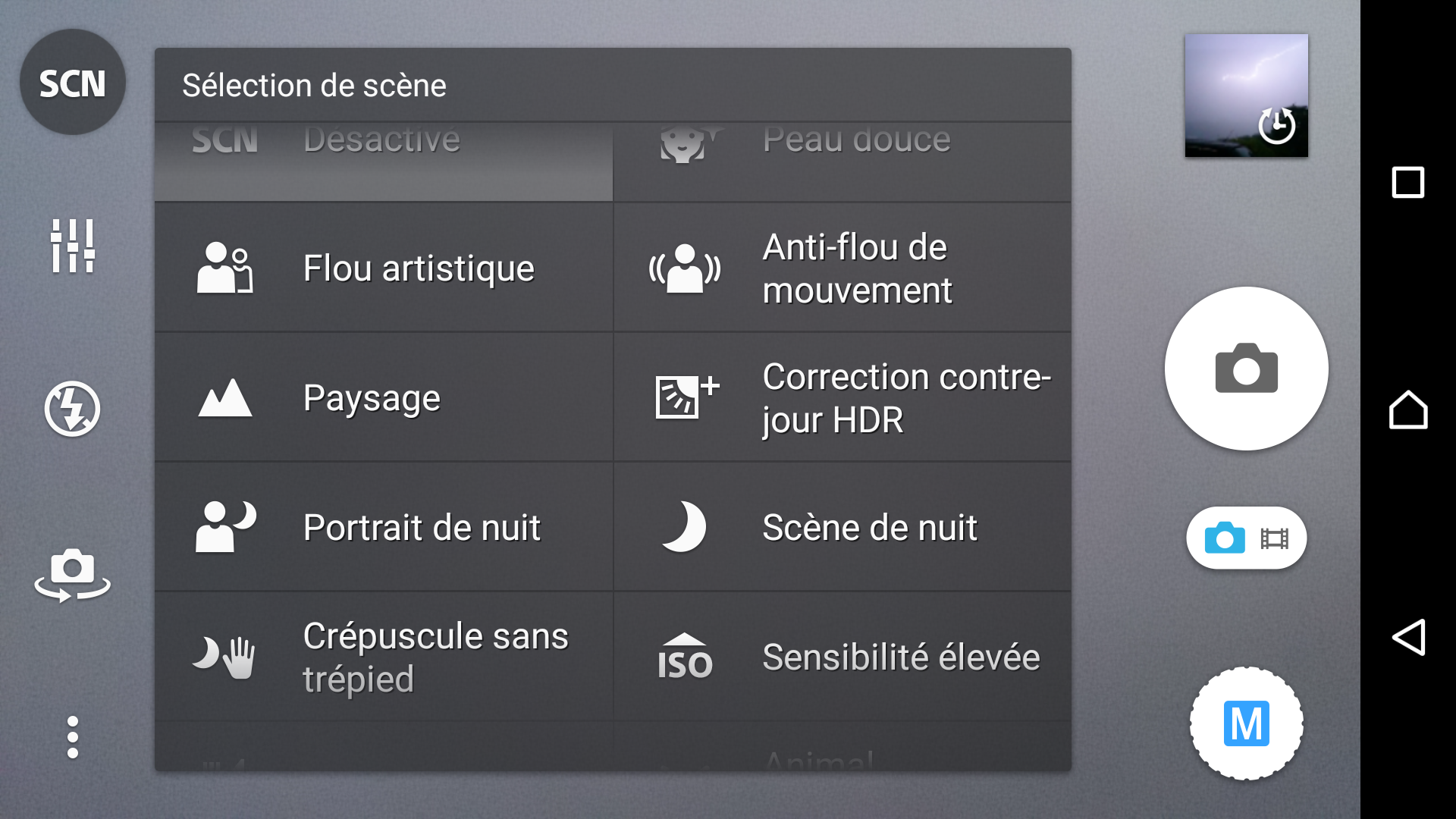
Sélection de la scène sur l'appareil Photo du Xperia Z1

- Timeshift burst (mode rafale continu, enregistrant 30 images durant la seconde avant le déclenchement, 1 lors du déclenchement et 30 durant la seconde suivant le déclenchement) ;
- Info eye (recherche d'information sur internet sur des objets en les prenant en photo, tels que des livres, des monuments, des bouteilles de vin, des logos, des QR codes, etc.) ;
- Panorama ;
- Timelapse (montage d'une vidéo à partir de clichés pris à intervalles réguliers, diffusés en accéléré) ;
- Motiongraph for Xperia (montage d'une image dont certaines parties sont animées, à partir d'une vidéo).Utilisation du mode Effet Réalité Augmentée sur le Sony Xperia Z1

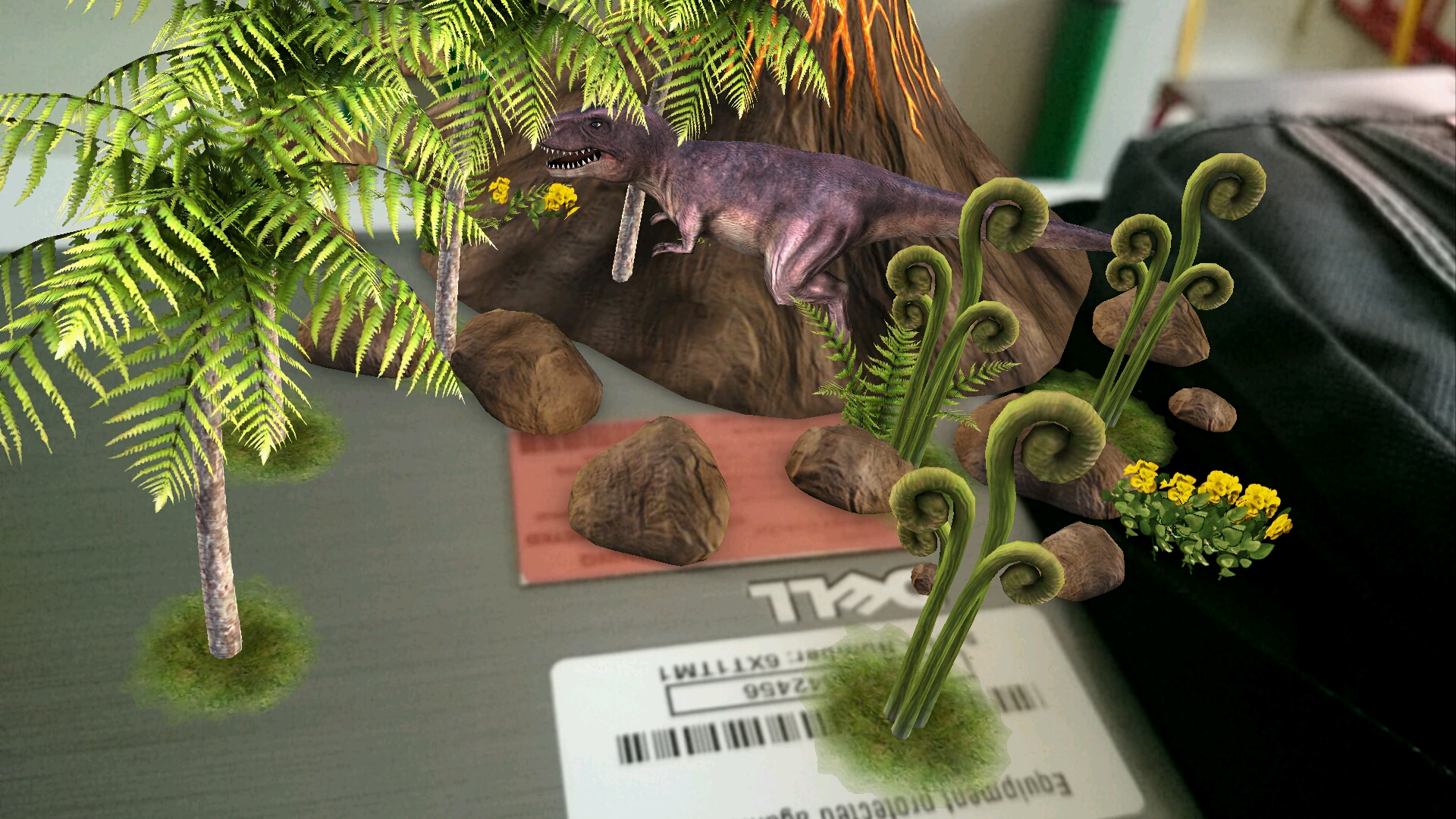
Utilisation du mode Effet Réalité Augmentée sur le Sony Xperia Z1

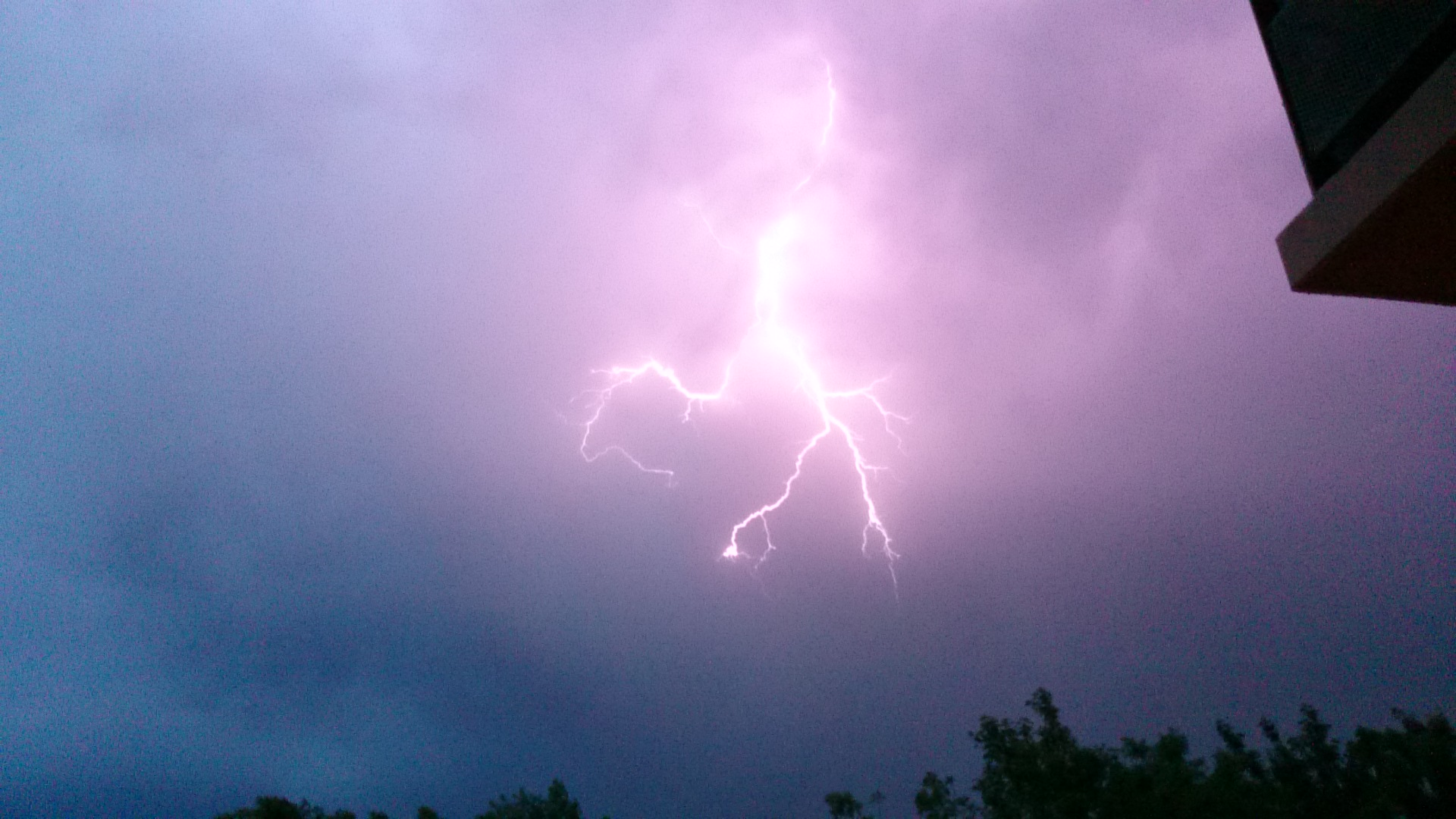
Éclair pris avec l'application Timeshift Burst sur le Sony Xperia Z1